# Ivana Rudelić
Ivana Rudelić (Wangen im Allgäu, 25 gennaio 1992) è una calciatrice tedesca naturalizzata croata, attaccante del Basilea e della nazionale croata.

## Palmarès

### Club
- Campionato tedesco: 1

Bayern Monaco: 2022-2023
- Coppa di Germania: 1

Bayern Monaco 2011-2012

### Nazionale
- Campionato d'Europa under 19: 1

2011
- Campionato d'Europa under 17: 1

2008